# Harold Hewitt
Harold Hewitt   (2 de setembre de 1938) és un remer australià, ja retirat, que va competir durant la dècada de 1950. Feia de timoner.
El 1956 va prendre part en els Jocs Olímpics d'Estiu de Melbourne, on guanyà la medalla de bronze en la prova del vuit amb timoner del programa de rem. A nivell de clubs va competir amb el Mercantile Rowing Club de Melbourne, amb qui va guanyar tres campionats de Victòria, el 1955 i 1956, i un de Tasmània, el 1956.